# Sol Azcune
Sol Azcune (Buenos Aires, 24 de febrero de 2000) es una jugadora argentina de balonmano que juega de pivote para el Elda Prestigio y la selección argentina.

## Trayectoria
Criada en la cantera del SAG Villa Ballester se unió al Balonmano Pereda en la temporada 2021–22 con el que debutó en la División de Honor Plata ante el Kukullaga Etxebarri en la jornada 4, además de anotar 4 goles, 3 de ellos en la primera mitad. Con el equipo cántabro consiguió mantenerse en la División de Honor Oro.
En la temporada 2022–23 se mudó a Málaga para fichar por el Málaga Costa del Sol, donde se proclamó campeona de liga y disputó sus primeros minutos en competición europea.
Tras una temporada con pocos minutos fichó por el recién ascendido Elda Prestigio para la 2023-24.

### Selección Argentina
Es internacional por Argentina en categorías inferiores. Se proclamó campeona junior a finales del 2021 de los Juegos Panamericanos, en una selección donde fue importante. Entró en los planes de la absoluta, con la que disputó el Preolímpico de marzo del 2021 en España donde reemplazó en la lista de 18 jugadoras a Rocío Campigli, quién finalmente no se recuperó de su lesión en el tobillo izquierdo. Debutó en 2024 con la selección absoluta.

### Clubes
- –2021: SAG Villa Ballester ( Argentina)
- 2021–22: Uneatlántico Unicaja Banco ( España)
- 2022–23: Málaga Costa del Sol ( España)
- 2023–Actualidad: Elda Prestigio ( España)

## Palmarés
- 1 x Liga Guerreras Iberdrola (2022–23)
- 1 x Juegos Panaméricanos (2022)
- 1 x  Medalla de plata Campeonato Sur-Centro (2024)[13]